# 賴重
賴重（？—1384年9月6日）日本南北朝時代真言宗僧人。
賴重本是薩摩國坊津龍源寺的僧人。洪武年間，賴重渡海來到琉球，受到中山王察度的禮待。1368年，在察度的支持下，賴重在若狹的波上山建立護國寺，以作為中山王的祈願寺。
1384年，賴重在護國寺圓寂。